# Arytmometr Odhnera

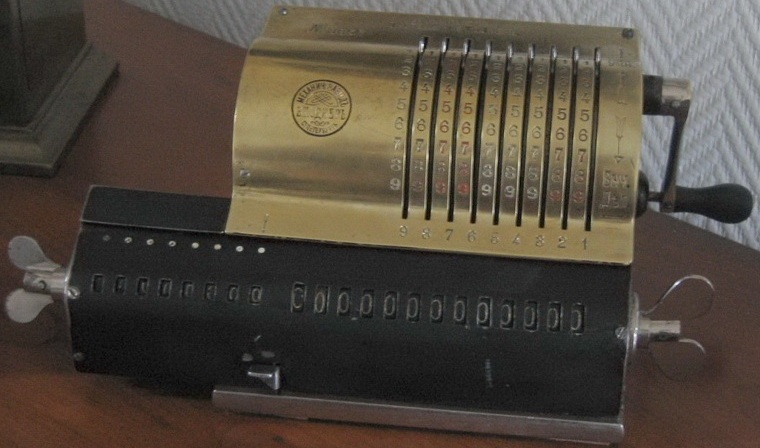
Arytmometr Odhnera wyprodukowany przed 1900 rokiem

Arytmometr Odhnera – maszyna licząca wynaleziona przez Willgodta Odhnera, szwedzkiego imigranta w Rosji, w 1873 roku. Przemysłowa produkcja arytmometru rozpoczęła się w 1890 roku w Petersburgu pod marką „Original Odhner”. Mimo tego, że wynalazek zyskał dużą popularność, produkcja pod oryginalną nazwą trwała jedynie do roku 1918, gdyż fabryka została znacjonalizowana i zamknięta podczas rewolucji październikowej.
Od 1892 do połowy XX wieku wiele niezależnych przedsiębiorstw produkowało klony maszyny Odhnera. Konstrukcja stała się jednym z najpopularniejszych kalkulatorów mechanicznych.

## Historia
W 1871 roku jako młody inżynier Odhner miał szanse przeprowadzać naprawę arytmometru de Colmara, w trakcie której doszedł do wniosku, że może usprawnić konstrukcję wymieniając ciężkie i masywne cylindry Leibniza na wiatraczki.
Pierwsza wersja kalkulatora została opracowana przez Odhnera w 1873 roku. W 1876 Odhner zgodził się sporządzić 14 takich maszyn dla jego aktualnego pracodawcy Ludviga Nobla. W latach 1878–1879 opatentował oryginalną wersję swojego wynalazku, a jego ulepszoną wersję w 1890, której seryjną produkcję rozpoczął jeszcze w tym samym roku.

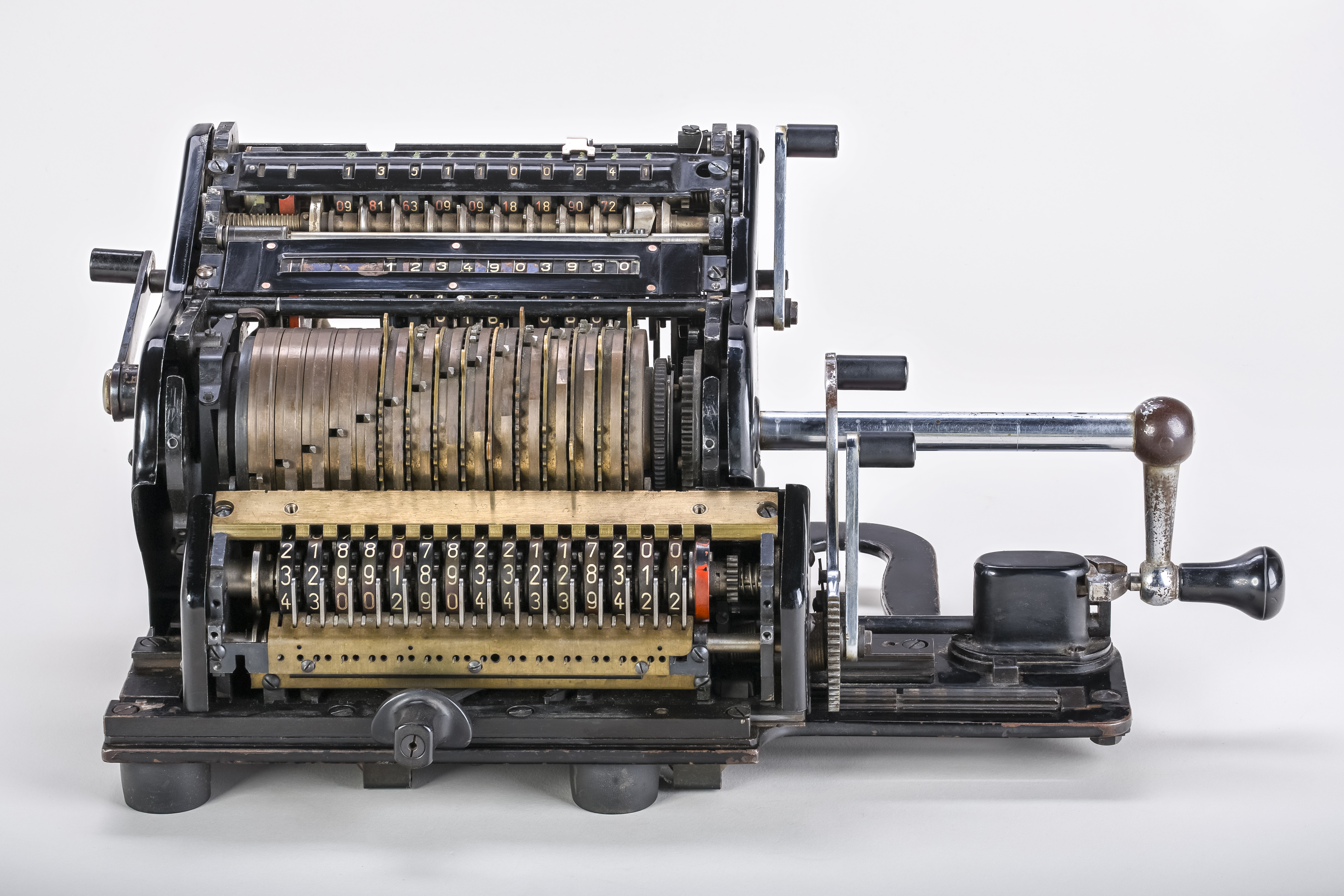
„Brunsviga” – niemiecka wersja arytmometru Odhnera

W 1891 Odhner otworzył fabrykę w Niemczech, niestety ze względu na trudności w zarządzaniu odległymi od siebie przedsiębiorstwami był zmuszony sprzedać fabrykę, która razem z prawem patentowym do sprzedaży maszyny na terenie Niemiec i kilku sąsiednich państw  trafiła w ręce Grimme, Natalis & Co. Niemiecki odpowiednik produkowano w Brunszwiku, skąd też wzięła się nazwa produkowanego tam modelu – „Brunsviga”, która na skutek swojego komercyjnego sukcesu stała się często używanym synonimem dla arytmometru Odhnera. Producenci Brunsvigi przedstawili też zmodyfikowany produkt – Trinks Arithmotype, który był prawdopodobnie jedyną wersją arytmometru Odhnera połączoną z maszyną do pisania.
W latach 1890–1891 wyprodukowano 500 egzemplarzy maszyny, a do 1895 powstało ich 1500. Dwa lata później było ich już 5000, a maszyna zaczęła otrzymywać medale na międzynarodowych wystawach.
Ceny arytmometru o precyzji 11 i 13 cyfr były równe odpowiednio 75 i 100 rubli (warto wspomnieć, że w tym czasie tyle właśnie wynosiło solidne miesięczne wynagrodzenie w Rosji). W Niemczech natomiast cena Brunsvigi wynosiła około 300 marek, co odpowiadało 150 rublom. W tym samym czasie cena 16 cyfrowego arytmometru de Colmara wynosiła około 300 rubli.
Willgodt Odhner umarł 10 sierpnia 1905 roku. Jego synowie – Alexander i Georg – oraz zięć Karl Siewert kontynuowali produkcję. Około 23 tys. kalkulatorów zostało wyprodukowanych do roku 1918, kiedy to fabryka w Rosji została zamknięta. Na skutek rozruchów w Rosji, spowodowanych rewolucją, rodzina Odhnera powróciła do Szwecji, gdzie dalej produkowano maszyny pod marką „Original Odhner”.
W 1924 rosyjski rząd wznowił i przeniósł produkcję do Moskwy, gdzie sprzedawano kalkulator pod nazwą „Arytmometr Feliksa”. Nazwa produktu wzięła się od imienia Feliksa Dzierżyńskiego, który zainicjował produkcję w celu stworzenia miejsc pracy dla młodych ludzi w Rosji. Początkowa lokalizacja fabryki stała się potem siedzibą KGB. W kalkulatorze Feliksa koła zębate były wykonane z cynku, zamiast stali i mosiądzu używanych w oryginalnej wersji.
Produkcja różnych wersji maszyn Odhnera trwała w różnych krajach do późnych lat 70. XX w.

## Konstrukcja[5]

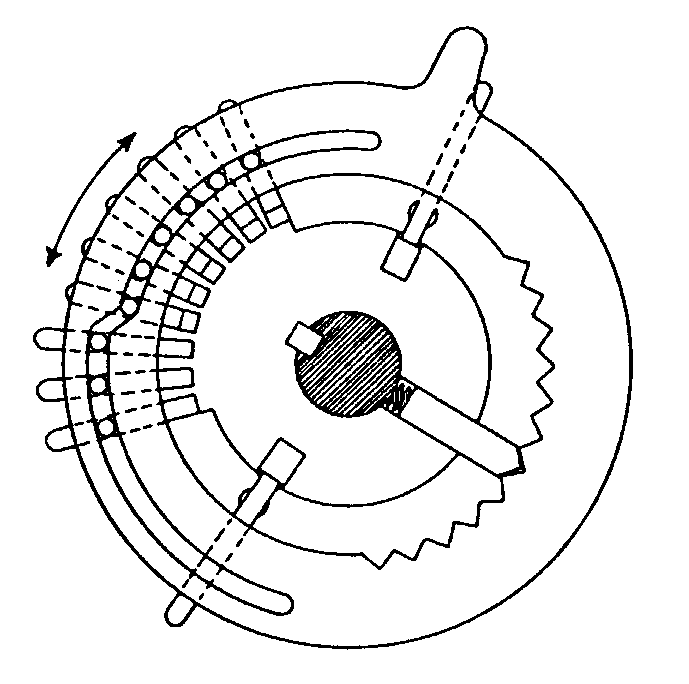
Wiatraczek – koło zębate o regulowanej liczbie zębów

Mechanizm maszyny Odhnera opierał się na wiatraczku, który pełnił funkcję podobną do koła Leibniza. Wiatraczki miały średnicę około 53 mm i 7 mm grubości, a liczbę ich zębów regulowały pokrętła. Wiatraczki były też wyposażone w dyskretyzator zapobiegający częściowemu wysuwaniu się bolczyków – mogły być jedynie całkowicie wysunięte lub całkowicie schowane.
Cała maszyna składała się z niemal 700 części. Jej głównymi elementami były rotor i suwak. Rotor służył do przechowywania liczby dostarczonej przez użytkownika. Rotor składał się z wielu umieszczonych obok siebie wiatraczków, zawierał też część mechanizmu przeniesienia. Suwak zawierał rejestry akumulatora, w których przechowywany był aktualny wynik operacji, oraz elementy mechanizmu przeniesienia, a także licznik obrotów korby rotora.
Zasada operowania na kalkulatorze była prosta – możliwe było kilka operacjiː
- zerowanie rotora
- zerowanie akumulatora
- zerowanie licznika korby
- ustawianie pojedynczych cyfr na rotorze
- dodawanie i odejmowanie liczby reprezentowanej na rotorze od liczby na akumulatorze
- przesuwanie akumulatora względem rotora (pozwalało dodawać liczbę zapisaną na rotorze na różnych pozycjach)

## Kontrowersje[5][6]
Niezależnie od Odhnera maszynę o analogicznej konstrukcji wynalazł Frank Baldwin, który opracował ją w latach 1871–1872, a sprzedawał komercyjnie od 1874. Baldwin nazwał swój kalkulator „Baldwin 1875”, gdyż w tym roku właśnie otrzymał patent w Stanach Zjednoczonych. Mimo iż Baldwin uważał, że Odhner ukradł jego pomysł, to właśnie ten drugi odniósł większy sukces komercyjny.